# Енетай (Вашингтон)
Енетай (англ. Enetai) — переписна місцевість (CDP) в США, в окрузі Кітсеп штату Вашингтон. Населення — 2497 осіб (2020).

## Географія
Енетай розташований за координатами 47°35′18″ пн. ш. 122°36′21″ зх. д. / 47.58833° пн. ш. 122.60583° зх. д. (47.588468, -122.605732).  За даними Бюро перепису населення США в 2010 році переписна місцевість мала площу 2,67 км², уся площа — суходіл.

## Демографія
Згідно з переписом 2010 року, у переписній місцевості мешкало 2286 осіб у 938 домогосподарствах у складі 625 родин. Густота населення становила 857 осіб/км².  Було 1014 помешкання (380/км²).
Расовий склад населення:
| - 80,5 % — білих - 4,9 % — азіатів - 4,3 % — чорних або афроамериканців - 1,2 % — корінних американців - 0,9 % — вихідців з тихоокеанських островів |

До двох чи більше рас належало 7,2 %. Частка іспаномовних становила 4,1 % від усіх жителів.
За віковим діапазоном населення розподілялося таким чином: 20,1 % — особи молодші 18 років, 62,8 % — особи у віці 18—64 років, 17,1 % — особи у віці 65 років та старші. Медіана віку мешканця становила 42,7 року. На 100 осіб жіночої статі у переписній місцевості припадало 104,3 чоловіків;  на 100 жінок у віці від 18 років та старших — 100,2 чоловіків також старших 18 років.
Середній дохід на одне домашнє господарство  становив 68 091 долар США (медіана — 57 333), а середній дохід на одну сім'ю — 78 849 доларів (медіана — 70 147). За межею бідності перебувало 11,0 % осіб, у тому числі 21,6 % дітей у віці до 18 років та 4,2 % осіб у віці 65 років та старших.
Цивільне працевлаштоване населення становило 736 осіб. Основні галузі зайнятості: освіта, охорона здоров'я та соціальна допомога — 34,5 %, виробництво — 15,6 %, публічна адміністрація — 9,0 %, науковці, спеціалісти, менеджери — 7,6 %.